# Émile Gebhart
Émile Gebhart (* 19. Juli 1839 in Nancy; † 22. April 1908 in Paris) war ein französischer Schriftsteller, Romanist, Italianist,  Kulturhistoriker und Mitglied der Académie française.

## Leben und Werk
Gebhart habilitierte sich 1860 mit den beiden Thesen Histoire du sentiment poétique de la nature dans l’Antiquité grecque et romaine und De varia Ulyssis apud veteres poetas persona. Die Jahre 1861 bis 1863 verbrachte er an der Ecole française d’Athènes und bereiste Italien, Griechenland und den Vorderen Orient. Von 1863 bis 1866 war er Gymnasiallehrer in Nancy, dann  wurde er Professor für fremdsprachige Literaturen in Nancy und von 1880 bis 1904 Professor auf dem für ihn geschaffenen Lehrstuhl für südeuropäische Literatur an der Sorbonne. 1895 wurde er in die Académie des sciences morales et politiques gewählt, 1904 in die Académie française.

## Weitere Werke
- Praxitèle. Essai sur l’histoire de l’art et du génie grecs depuis l’époque de Périclès jusqu’à celle d’Alexandre, Paris 1864
- De l'esprit artiste et de l'esprit humoriste. Discours d'ouverture du cours de littérature étrangère, Nancy 1866
- Le XVIIIe siècle anglais et le XVIIIe siècle français. Discours d'ouverture du cours de littérature étrangère à la Faculté de Nancy, Nancy 1868
- De l'Italie. Essais de critique et d’histoire, Paris 1876
- Rabelais, la Renaissance et la Réforme, Paris 1877
- Les origines de la Renaissance en Italie, Paris 1879
- Études méridionales. La Renaissance italienne et la philosophie de l'histoire. Machiavel. Fra Salimbene. Le Roman de don Quichotte. La Fontaine. Le Palais pontifical, Paris 1887
- La Renaissance italienne et la philosophie de l’histoire Machiavel. Fra Salimbene. Le roman de Don Quichotte. La Fontaine. Le Palais pontifical. Les Cenci, Paris 1887, 1920
- L'Italie mystique. Histoire de la Renaissance religieuse au Moyen Âge, Paris 1890, 8. Aufl. 1917, englisch 1922, italienisch Bari 1983
- Autour d'une tiare, Paris 1894, zuletzt 1930
- Rabelais, Paris 1895
- Moines et papes. Essais de psychologie historique. Un moine de l'an 1000. Sainte Catherine de Sienne. Les Borgia. Le dernier pape roi, Paris 1896, 1909
- Au Son des cloches. Contes et légendes, Paris 1898, 7. Aufl. 1921
- Le Baccalauréat et les études classiques, Paris 1899
- Conteurs florentins du Moyen Age, Paris 1901, 4. Aufl. 1909
- D'Ulysse à Panurge. Contes héroï-comiques, Paris 1902, zuletzt 1936
- Florence, Paris 1906, 6. Aufl. 1935
- Sandro Botticelli et son époque, Paris 1907, New York 2010
- Michel-Ange. Sculpteur et peintre, Paris 1908
- La Vieille Eglise, Paris 1910
- De Panurge à Sancho Pança. Mélanges de littérature européenne, Paris 1911
- Les Jardins de l'histoire, Paris 1911, deutsch: Aus dem Irrgarten der Geschichte, Stuttgart 1912
- Souvenirs d'un vieil Athénien, Paris 1911
- Contes et fantaisies, Paris 1912
- Petits mémoires, Paris 1912
- Les Siècles de bronze, Paris 1913
- L'Age d'or, Paris 1914
- Le Mariage de Panurge, Paris 1928